# RETURNS 1993.12.30/1993.12.31 Complete Edition Boxset
RETURNS 完全版 Tokyo Dome 2Days Live Boxset è un DVD degli X Japan uscito nel febbraio 2008. Contiene i concerti del 30 e del 31 dicembre 1993 e un DVD con del materiale bonus. Nel cofanetto è inoltre inclusa una replica del pamphlet originale del tour del 1993.

## RETURNS 完全版 1993.12.30
1. PROLOGUE from WORLD ANTHEM (SE) - 3:17 (YOSHIKI - F.Marino)
2. Silent Jealousy - 7:38 (YOSHIKI - YOSHIKI)
3. SADISTIC DESIRE - 6:34 (YOSHIKI - HIDE)
4. Standing Sex - 7:52 (Miyukihime Igarashi - YOSHIKI)
5. WEEK END - 6:58 (YOSHIKI - YOSHIKI)
6. HEATH solo - 11:21 (HEATH)
7. YOSHIKI drum solo - 17:02 (YOSHIKI)
8. HIDEの部屋 - 11:11 (HIDE)
9. YOSHIKI piano solo - 4:08 (YOSHIKI)
10. Art of Life - 39:30 (YOSHIKI - YOSHIKI)
11. CELEBRATION - 5:57 (HIDE - HIDE)
12. オルガスム - 22:48 - (Hitomi Shiratori - YOSHIKI)
13. Tears - 10:29 (Hitomi Shiratori, YOSHIKI - YOSHIKI)
14. 紅 - 11:50 (YOSHIKI - YOSHIKI)
15. X - 14:22 (Hitomi Shiratori - YOSHIKI)
16. Endless Rain - 15:01 (YOSHIKI - YOSHIKI)
17. Say Anything (SE) - 11:40 (YOSHIKI - YOSHIKI)

## RETURNS 完全版 1993.12.31
1. PROLOGUE from WORLD ANTHEM (SE) - 4:10 (YOSHIKI - F.Marino)
2. BLUE BLOOD - 5:43 (YOSHIKI - YOSHIKI)
3. SADISTIC DESIRE - 7:07 (YOSHIKI - HIDE)
4. Standing Sex - 8:17 (Miyukihime Igarashi - YOSHIKI)
5. WEEK END - 5:58 (YOSHIKI - YOSHIKI)
6. HEATH solo - 11:14 (HEATH)
7. YOSHIKI drum solo - 17:26 (YOSHIKI)
8. HIDEの部屋 - 11:14 (HIDE)
9. YOSHIKI piano solo - 3:56 (YOSHIKI)
10. Art of Life - 44:42 (YOSHIKI - YOSHIKI)
11. Joker - 4:56 (HIDE - HIDE)
12. オルガスム - 28:49 - (Hitomi Shiratori - YOSHIKI)
13. Tears - 11:50 (Hitomi Shiratori, YOSHIKI - YOSHIKI)
14. X (Count Down 1993-1994 Version) - 15:57 (Hitomi Shiratori - YOSHIKI)
15. Endless Rain - 14:23 (YOSHIKI - YOSHIKI)
16. Say Anything (SE) - 15:09 (YOSHIKI - YOSHIKI)

## Bonus DVD
1. I.V. (Promotion Video) - 5:05 (YOSHIKI - YOSHIKI)
2. Off Shots from RETURNS - 28.04
3. Tears (1993.12.31 44th NHK Kouhaku Utagassen) - 4:32 (Hitomi Shiratori, YOSHIKI - YOSHIKI)

## Formazione
- Toshi - voce
- HEATH - basso
- PATA - chitarra
- Hide - chitarra
- Yoshiki - batteria & pianoforte